# Travailleur essentiel

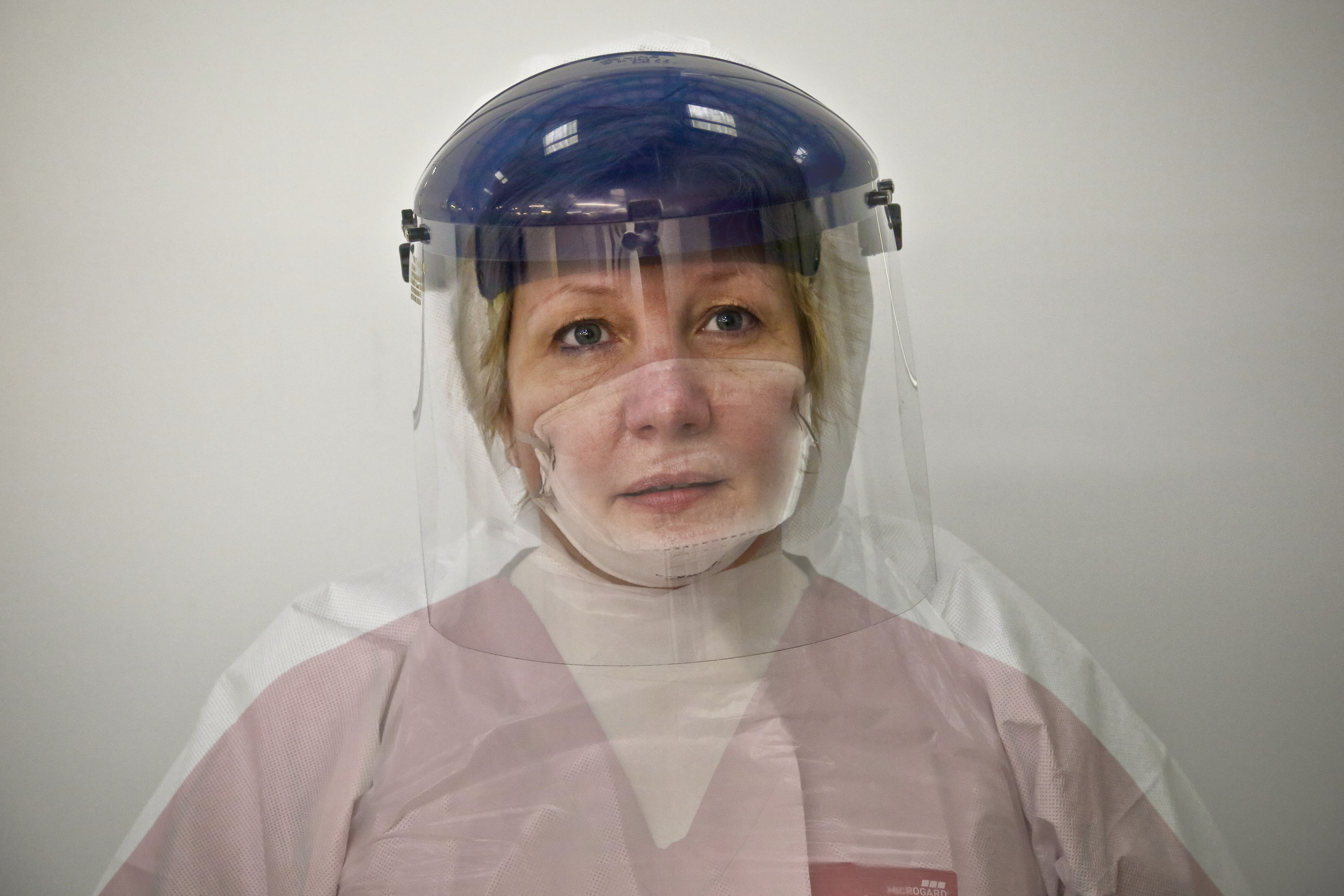
Le personnel infirmier du NHS britannique est considéré comme des travailleurs essentiels.

Un travailleur essentiel est une personne qui assure un service essentiel (en) contre rémunération, que ce soit dans le secteur public ou le secteur privé. 
Dans plusieurs pays, des lois définissent ce qu'est un travailleur essentiel, notamment dans le domaine de la santé, de l'alimentation et de l'eau. Ces lois peuvent être intérimaires, par exemple lors d'une pandémie.

## Définitions nationales
Canada
Le Canada établit plusieurs catégories de travailleurs essentiels, notamment dans les secteurs de l'énergie, des TIC, de la santé, de l'alimentation, de l'eau et la sécurité.
États-Unis
Pendant la pandémie de Covid-19 aux États-Unis, les Centres pour le contrôle et la prévention des maladies ont défini plusieurs groupes de travailleurs essentiels, dont des personnes travaillant en santé, dans la police, en agriculture et dans l'éducation.
Royaume-Uni
Au Royaume-Uni, le terme essential worker a été utilisé pour des travailleurs qui éprouvaient de la difficulté à acheter un logement près de l'endroit où ils travaillaient.